# Psary (stacja kolejowa)
Psary – stacja kolejowa w Psarach, w województwie świętokrzyskim, w Polsce. Znajduje się na linii CMK.